# Calcinatie
Calcinatie of calcineren is een scheikundig proces waarbij gebonden metalen (in ertsen of andere vaste stoffen) onder verhitting  worden omgezet in het oxide (calcinaat), in poedervorm, as of stof, of een faseovergang ondergaan. Tijdens deze verhitting wordt de te verkrijgen verbinding gezuiverd van opgesloten stoffen (voornamelijk koolstofdioxide en kristalwater). Calcinatie gebeurt gewoonlijk bij een temperatuur beneden het smeltpunt.

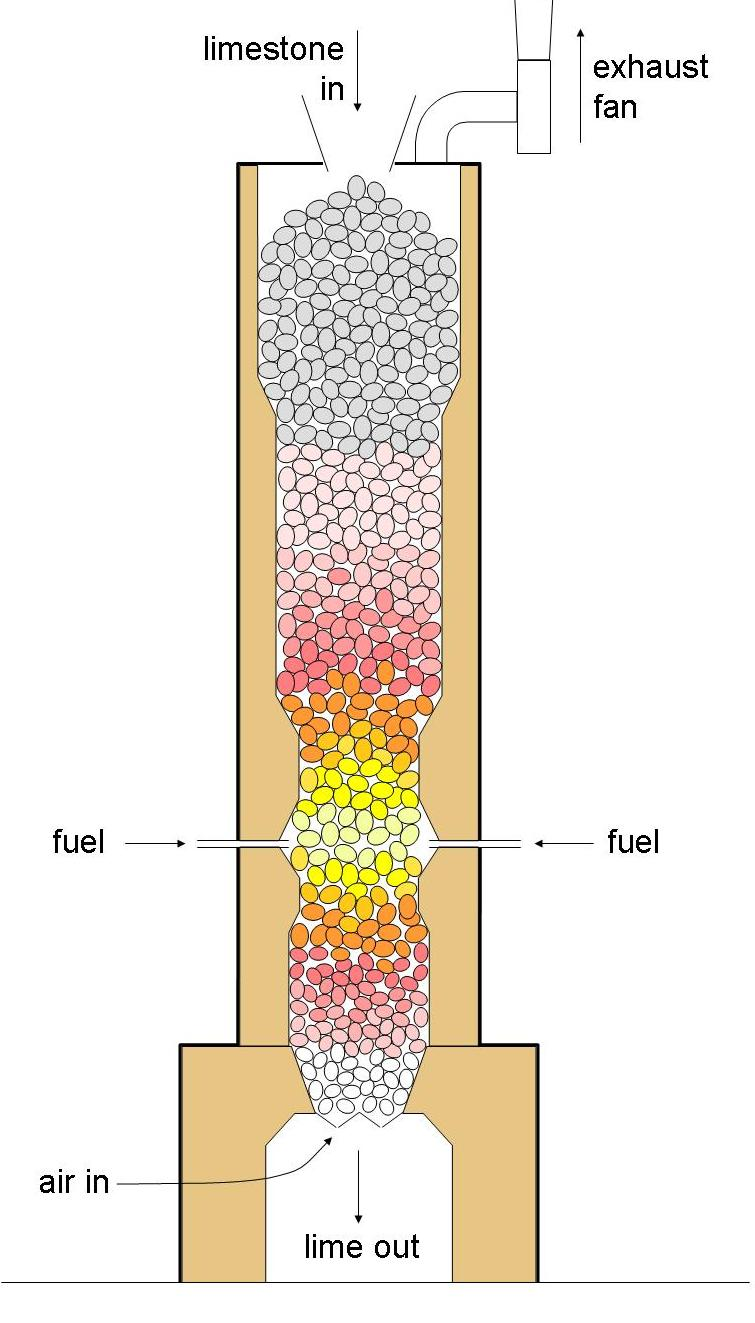
Schematische voorstelling van een kalkoven bij de vervaardiging van cement

Het verschil tussen calcineren en drogen is dat het eerste proces plaatsvindt in de aanwezigheid van zuurstof uit de lucht, dat de verontreinigingen oxideert. Het metaal wordt daarbij in de regel omgezet in zijn oxide, tenzij het daartoe te edel is (zoals goud).
Calcinatie staat ook bekend als de eerste van zeven bewerkingen in de vroegere alchemie (onder andere ter verkrijging van zuivere ertsen en goud).
De meest toegepaste vorm van calcinatie in de industrie is de bereiding in kalkovens van cement, door de ontleding van calciumcarbonaat  (kalksteen) in calciumoxide (kalk) en koolstofdioxide.
Andere vormen van calcinatie omvatten:
- ontbinding van gehydrateerde mineralen, zoals bij de calcinatie van bauxiet. Hierbij ontsnapt het kristallijne water als waterdamp.
- ontbinding van vluchtige stoffen bevat in de ruwe aardoliebitumen.
- verhitting om een faseovergang te bekomen, zoals bij de omzetting van anataas tot rutiel of bij de ontglazing van glasachtige stoffen.
- winning van fosfor uit fosfaat